# Pablo Bartolucci
Pablo Juan Bartolucci (9 luglio 1902 – 4 marzo 1975) è stato un calciatore argentino, di ruolo centrocampista.

## Caratteristiche tecniche
Giocava come mediano destro.

## Carriera

### Club
Bartolucci iniziò la propria carriera nello Sportivo Buenos Aires, partecipando alla Primera División 1924 organizzata dalla Asociación Amateurs de Football. Nel 1925 passò all'Huracán, vincendo la Copa Argentina e partecipando alle ultime due edizioni della massima serie della AAm. Durante la stagione 1926 giocò sia nell'Huracán che nello Sportivo Buenos Aires, visto il regolamento che permetteva la militanza in due diverse società, a patto che appartenessero a due federazioni differenti. Bartolucci, con il compagno di squadra Hugo Settis, fu uno dei giocatori puniti per le proteste contro la Ley Candado, che impediva il libero trasferimento dei giocatori, vincolandoli alla volontà dei club. Ebbe un ruolo di prominenza nel corso dello sciopero dei giocatori organizzato dalla Asociación Mutual de Footballers, che portò all'introduzione del professionismo nel calcio argentino. Una volta ottenuto lo scisma dalla AAAF e la creazione della massima serie della Liga Argentina de Football, Bartolucci approfittò del libero trasferimento per continuare la sua attività nel dilettantismo, passando al Ferrocarriles del Estado. Fu osteggiato da alcuni club professionistici, anche per ragioni politiche (era considerato anarchico e comunista, anche in virtù del suo ruolo nello sciopero del 1931), ed ebbe difficoltà a trovare spazio nelle squadre della LAF. La sua unica esperienza come professionista la ebbe nel campionato 1933 con la maglia del Tigre.

### Nazionale
Bartolucci debuttò in Nazionale argentina nel 1924, giocandovi due partite; altre tre presenze le raccolse nel biennio 1928-1929. Fu convocato per il Sudamericano del 1929, ma non giocò nessuna partita nella competizione.

## Palmarès

### Club

#### Competizioni nazionali
- Primera División (AAAF): 1

Huracán: 1928

### Nazionale
- Campeonato Sudamericano de Football: 1

Argentina 1929